# Univers (album)
Univers è il secondo album in studio del gruppo musicale australiano Voyager, pubblicato il 26 ottobre 2007 dalla Dockyard1.

## Descrizione
Si tratta della prima pubblicazione del gruppo con l'etichetta tedesca, nonché il primo a figurare la chitarrista Simone Dow e il batterista Mark Boeijen, subentrati rispettivamente a Emanuel Rudnicki e Geoff Callaghan l'anno prima. Dal punto di vista musicale presenta elementi più complessi e tecnici riconducibili al progressive metal, pur mantenendo uno stile prettamente power metal e vari passaggi elettronici di sottofondo.

## Promozione
Come prima anticipazione all'album i Voyager hanno pubblicato il singolo Sober, presentato per la prima volta il 28 luglio 2006 presso l'Amplifier Bar di Perth e distribuito insieme al relativo video musicale. Dopodiché hanno intrapreso la tournée EU Storm Tour 2006, esibendosi per la prima volta in Europa tra settembre e ottobre, apparendo anche all'annuale ProgPower Europe.
Firmato il contratto con la Dockyard1, il gruppo ha pubblicato Univers il 26 ottobre 2007 in Europa, presentandolo ufficialmente dal vivo attraverso tre concerti tenuti tra il 17 e il 24 novembre in Australia, i primi a figurare Alex Canion come nuovo bassista al posto di Melissa Fiocco, che ha abbandonato la formazione a inizio ottobre.
Il 29 gennaio 2008 l'album è stato ripubblicato dalla Locomotive Records per il mercato statunitense.

## Tracce
Testi di Daniel M. Estrin, musiche dei Voyager.
1. Higher Existence – 4:31
2. Deep Weeds – 3:55
3. Everwaiting – 4:09
4. Between the Sheets – 1:19
5. Sober – 5:10
6. Cross the Line – 5:08
7. Pulse 04 – 4:59
8. Falling – 4:55
9. What I Need? – 3:44
10. One More Time – 3:35
11. White Shadow – 5:06

Traccia multimediale
1. Sober (Video Clip)

## Formazione
Hanno partecipato alle registrazioni, secondo le note di copertina:
Gruppo
- Daniel M. Estrin – tastiera, voce
- Simone Dow – chitarra
- Mark De Vattimo – chitarra, screaming
- Melissa Fiocco – basso
- Mark Boeijen – batteria

Produzione
- Sir Aidan Barton – produzione, registrazione, ingegneria del suono
- Daniel Estrin – produzione
- Mark De Vattimo – direzione artistica, impaginazione
- Simone Dow – direzione artistica, impaginazione
- Krasinda Osborne – fotografia
- Aska Dolinksa – artwork aggiuntivo